# Gaetano Vitelli
Gaetano Vitelli (...) è un fumettista italiano che, insieme a Giove Toppi e Antonio Burattini, è stato uno dei primi a realizzare storie a fumetti di Topolino in Italia.

## Biografia
Entra nel 1932 a Firenze nello staff creativo della casa editrice Nerbini e vi resterà fino al 1940; per il settimanale Topolino esordito a fine 1932, l'editore non si era assicurato correttamente i diritti e, in attesa di acquisirli correttamente, la testata venne provvisoriamente modifica dal n. 3 in "Il Giornale di Topo Lino" e il personaggio di Topolino venne sostituito da "Topo Lino", un personaggio ideato da lui ideato insieme a Giove Toppi; acquisiti correttamente i diritti dal King Features Syndicate, dal n. 5 venne ripristinata la testata originale ma continuarono a essere presenti in prima pagina la serie di Topo Lino di Toppi e Vitelli fino al n. 6. Nerbini si assicurò quindi i diritti di pubblicazione della serie a fumetti realizzata da Floyd Gottfredson e, a integrazione di queste, a Nerbini venne concesso dal licenziatario di pubblicarne altre realizzate in Italia; queste storie verranno realizzate da Antonio Burattini e da Vitelli che saranno quindi, insieme a Giove Toppi, i primi autori italiani della Disney. Vitelli quindi realizzò un paio di storie da una pagina con "Topolino" e altre con altri personaggi non Disney nel periodo dal 1933 al 1935. Topo Lino ricomparirà solo in seguito rinominato Sorcettino, sempre realizzate da Toppi e Vitelli. Per lo stesso editore realizzò storie anche per L'Avventuroso. Per Il Giornale di Cino e Franco invece disegna "Tony il Saltimbanco" (1936), "Le perle nere" (1937) e "Il segreto dei giganti" (1937-1938) e, inoltre, la serie "Scintillino e il fantasma" pubblicata nel 1938 su Pinocchio, "Gli scorridori del mar dei Caraibi" su Giungla (1938) e "Il Palombaro Italiano" su Pisellino (1940).
Per la casa editrice E.R.O.L.A. scrive e disegna nel 1948 la serie Albi del Trio dell'Astuzia con una serie di storie a fumetti con Pinocchio, Furbolino e un Topolino graficamente molto diverso dalla versione disneyana, e la breve serie Album di Avventure con alcune storie con Gordon; probabilmente con lo pseudonimo di Aulis collabora anche alla collana di libri illustrati Collezione per i Più Piccini, dedicati a noti personaggi come Pinocchio, Biancaneve, Charlot, Fortunello e 11 con Topolino apocrifo.
Durante gli anni trenta collaborò anche con Il Vittorioso e con il Cartoccino dei Piccoli